# Ara Madrid

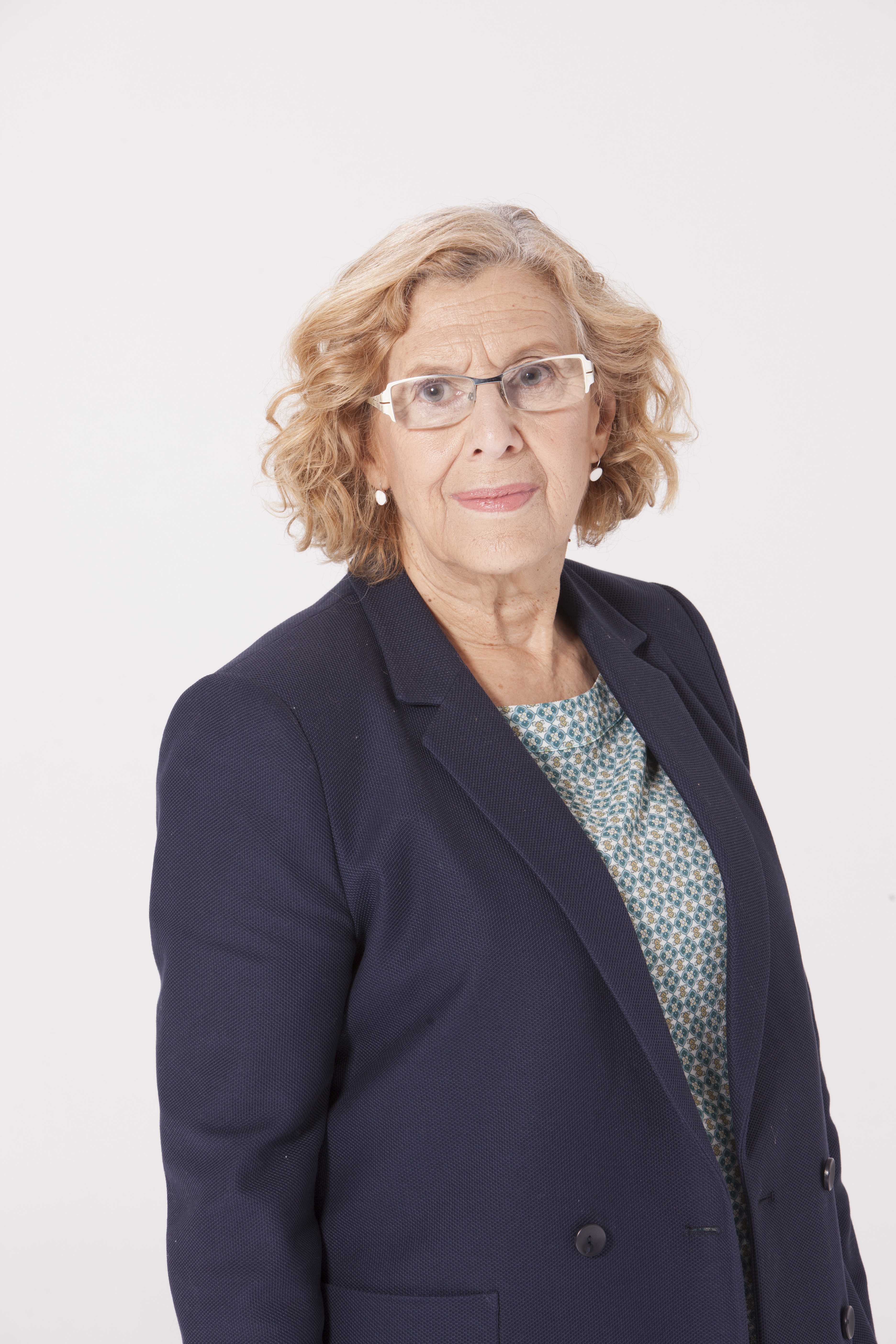
Manuela Carmena va ser escollida com a cap de llista en les primàries.

Ara Madrid (en castellà: Ahora Madrid) és un partit polític madrileny, autodefinit com a «candidatura ciutadana d'unitat popular» i constituït en «partit instrumental sense vida orgànica», amb l'objectiu de presentar-se a les eleccions municipals de 2015 a l'Ajuntament de Madrid.
Al projecte conflueixen Podem i Ganemos Madrid, plataforma electoral ciutadana inspirada per Guanyem Barcelona i en la qual participen ciutadans a nivell particular i membres de Equo, i de Por Un Mundo Más Justo. També es van integrar en la candidatura antics membres d'Esquerra Unida Comunitat de Madrid i fins i tot va rebre el suport de càrrecs públics d'aquesta i del Partit Comunista de Madrid. Així mateix compta amb el suport de Convocatoria por Madrid.

## Història
El 28 de juny de 2014 es va presentar "Municipalia", posteriorment va canviar el nom a Guanyem Madrid a causa de la seva sintonia i establiment de sinergies i principis comuns amb Guanyem Barcelona, la plataforma ciutadana formada per Ada Colau, si bé no existeix una relació 'orgànica' entre ambdues plataformes ciutadanes. Guanyem Madrid va néixer com una iniciativa ciutadana horitzontal i assembleària formada per una confluència de persones, col·lectius, partits i moviments.
El 4 de novembre de 2014 la plataforma va fer la seva presentació pública i es va marcar l'objectiu d'obtenir 30 000 signatures en menys de dos mesos com a aval per presentar-se a les eleccions municipals, a la fi de desembre va aconseguir aconseguir la xifra fixada d'avals.
El 29 de gener Guanyem Madrid i Podem van confirmar la seva confluència per presentar-se a les eleccions municipals com un partit instrumental, si bé inicialment Esquerra Unida es decantava per comparèixer com una coalició de partits i Podem per presentar-se com una agrupació d'electors.

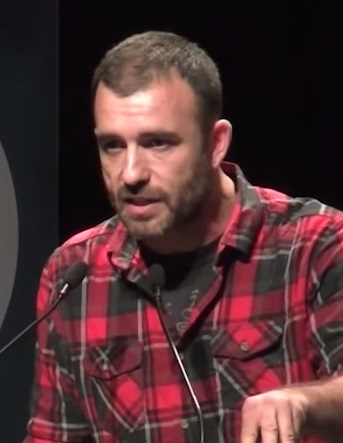
Nacho Murgui va ser escollit en el número 2 de la llista.

El 6 de març es va presentar Ara Madrid com el partit instrumental format per aquesta confluència de moviments ciutadans, associacions i partits. El 9 de març es va iniciar el procés de primàries. Durant aquest procés els afiliats d'IU a Madrid van votar per majoria que IU no es presentés a les eleccions municipals formant part d'Ara Madrid, si ben Mauricio Valiente, guanyador de les primàries d'Esquerra Unida Comunitat de Madrid per a l'Ajuntament de Madrid, va optar per presentar-se com a candidat a les primàries d'Ara Madrid.
El 30 de març es van fer públics els resultats de les primàries, en les quals van participar més de 15.000 persones mitjançant el vot online. Manuela Carmena va ser triada per àmplia majoria com a candidata a l'alcaldia, Nacho Murgui (ex-president de la Federació Regional d'Associacions de Veïns de Madrid) ocupa el segon lloc de la llista, Inés Sabanés (Equo) el 3r, Mauricio Valiente (ex-IU) el 4t Rita Maestre (Podem) el 5è, Pablo Carmona (Ganemos Madrid i membre de Traficantes de sueños) el 6è, Marta Higueras (ex-directora de Justícia al Govern Basc) el 7è, Pablo Soto (Podem) el 8º, Celia Mayer (Ganemos Madrid i membre de Patio Maravillas) el 9è i Jorge García Castaño (ex-IU) el 10è.
L'elaboració del programa va estar oberta a tots els ciutadans, moltes de les propostes es van incloure al programa definitiu. Durant la celebració de les primàries es van votar també les mesures seleccionades com a prioritàries del programa d'Ara Madrid i que s'implementarien en els primers 100 dies de govern municipal.
El 24 de maig de 2015 es van celebrar les eleccions locals i el partit va aconseguir 20 regidors a l'Ajuntament de Madrid i es posicionà com a segona força política després del Partit Popular, que va obtenir 21 regidors.